# Rio Capitão Cardoso
Rio Capitão Cardoso är ett vattendrag i Brasilien. Det ligger i den centrala delen av landet, 1 500 km väster om huvudstaden Brasília.
I omgivningarna runt Rio Capitão Cardoso växer i huvudsak städsegrön lövskog. Runt Rio Capitão Cardoso är det mycket glesbefolkat, med 5 invånare per kvadratkilometer.